# Agrupación Tinerfeña de Independientes
Agrupación Tinerfeña de Independientes (ATI) fue un partido político español creado en 1983 por algunos alcaldes del norte de la isla de Tenerife. Se trataba de un grupo de carácter insularista tinerfeño de centroderecha, si bien varios de sus miembros procedían del franquismo. 
En las Elecciones a los Cabildos Insulares de 1983 se convirtió en la tercera fuerza política más votada, con 48.910 votos y 6 consejeros. En las elecciones municipales de 1983 lograron con las siglas de ATI 66.140 votos y 85 concejales.
En 1985 entra a formar parte de la Federación de Agrupaciones Independientes de Canarias (FAIC), que en 1986 cambiará de nombre por Agrupaciones Independientes de Canarias (AIC). 
En 1987 se convierte en la principal fuerza política de la isla de Tenerife, logrando al Cabildo Insular de Tenerife 115.364 votos y 13 consejeros, y en las municipales de ese mismo año 119.955 votos y 173 concejales. En las Elecciones al Parlamento de Canarias de 1987 se presentó dentro de las AIC. En 1991 volvió a revalidar esa mayoría con 122.029 votos al Cabildo Insular (13 consejeros) y 110.274 votos en las municipales (178 concejales).
En marzo de 1993 se forma oficialmente Coalición Canaria (CC), integrada por las Agrupaciones Independentes de Canarias (AIC), Centro Canario Nacionalista (CCN), Iniciativa Canaria Nacionalista (ICAN) y Asamblea Majorera. La moción de censura contra Jerónimo Saavedra (del PSOE) llevará a la presidencia del Gobierno de Canarias a Manuel Hermoso Rojas, líder de ATI. En las elecciones de 1995 se presentarán en las islas de Tenerife con las siglas CC-ATI.
Pese a que en la actualidad Coalición Canaria es ya considerada un partido político en sí y no una coalición de partidos, todavía hoy algunas sedes municipales de dicho grupo ostentan el logotipo de ATI.